# Raketni rušilec
Raketni rušilec je sodobni rušilec, katerega glavno oborožitev predstavljajo raketni sistemi.
Tip ladij se je pojavil med drugo svetovno vojno, medtem ko je postal primarni tip rušilcev v zadnjem četrtstoletju 20. stoletja.